# Ramonda (plante)
Cet article concerne le genre de plantes. Pour la chanson de Teya Dora, voir Ramonda.
Genre
Synonymes
- Chaixia Lapeyr., Hist. Pl. Pyrenées Suppl. 38 (1818).
- Lobirota Dulac, Fl. Hautes-Pyrénées 430 (1867).
- Myconia Lapeyr., Hist. Pl. Pyrenées 115 (1813).
- Jancaea Boiss., Pl. Orient. Nov. 1: 4 (1875) [8 Feb 1875].
- Jankaea Boiss., Fl. Orient. 4(1): 82 (1875) [Sep–Oct 1875].

Ramonda est un genre de plantes à fleurs, de la famille des Gesnériacées.

## Liste des espèces
- Ramonda heldreichii
- Ramonda myconi
- Ramonda nathaliae
- Ramonda serbica

## Publication originale
- Persoon C.H., 1805. Synopsis Plantarum: seu Enchiridium botanicum, complectens enumerationem systematicam specierum hucusque cognitarum. Pars prima. XII+546 pp. Apud Carol. Frid. Cramerum, Parisiis Lutetiorum [Paris]; Apud J.G. Cottam, Tubingae [Tübingen].